# Teresa Nicolau
Teresa Nicolau é uma jornalista portuguesa especializada em arte e cultura, premiada pela Sociedade Portuguesa de Autores.

## Biografia
Nicolau começou, ainda adolescente, numa rádio local do Bombarral. Mais tarde, licenciou-se em Ciências da Comunicação na Faculdade de Ciências Sociais e Humanas da Universidade Nova de Lisboa iniciando a sua carreira jornalística. Nicolau é pós-graduada em Estética e Filosofia da Arte, em Estudos Comparatistas ambas obtidas na Faculdade de Letras da Universidade de Lisboa e em Cinema e Televisão, pela Faculdade de Ciências Sociais e Humanas da Universidade Nova de Lisboa. Foi bolseira da Fundação Luso-Americana para o Desenvolvimento o que lhe permitiu estudar Realização de Cinema na New York Film Academy.
Nicolau foi editora de Arte e Cultura da Direção de Informação da RTP e desde 2015, autora, coordenadora e apresentadora do programa cultural diário As Horas Extraordinárias emitido na RTP3 e, mais tarde, na Antena 1.
Além do jornalismo, Nicolau é crítica de cinema fazendo parte de diversos júris de seleção neste sector e também escreve para o Jornal de Letras sendo autora da crónica Um quarto que seja seu.
Em 2023, Nicolau torna-se diretora da Cultura da Santa Casa da Misericórdia de Lisboa.

## Prémios e Reconhecimentos
- 2020 - Prémio de Jornalismo Cultural atribuído pela Sociedade Portuguesa de Autores;[1]
- 2017 - Prémio Pró-Autor, atribuído pela Sociedade Portuguesa de Autores;[2]

## Ligações Externas
- E Depois de Abril: Cinema reportagem de Teresa Nicolau sobre o cinema em Portugal antes e após do 25 de Abril.
- As Horas Extraordinárias, programa diário de cultura na RTP.